# Nicole Stott
Nicole Marie Passonno Stott (Albany, 19 novembre 1962) è un'ex astronauta e ingegnere statunitense.
Ha partecipato alle missioni a lunga durata Expedition 20 e Expedition 21 sulla Stazione spaziale internazionale raggiungendola con la missione STS-128 dello Space Shuttle e ritornando sulla terra con STS-129. In seguito ha volato nella missione STS-133.